# Cecilio de Caleacte
Cecilio de Caleacte fue un profesor de retórica griego e historiador del siglo I

## Vida y obra
Nació en Sicilia, pero se le cree de origen hebreo. Perteneció a una de las corrientes de oratoria más importante de su época: la aticista.
Llegó a la ciudad de Roma en el 5 d. C. Seguramente fue alumno de Apolodoro de Pérgamo y amigo de Dionisio de Halicarnaso. Abrió una escuela en Roma donde desarrolló su actividad docente durante la época de Augusto y Tiberio. Fue gran admirador de Demóstenes y de Lisias, pero detractor de Platón.
Escribió numerosas obras retóricas: Sobre las figuras, Diferencia entre el estilo ático y asiático, Sobre los diez oradores; y obras de historia: Sobre la historia e Historia de las guerras serviles.
Tan solo se han conservado dos fragmentos de sus obras.